# Wojewodowie rawscy

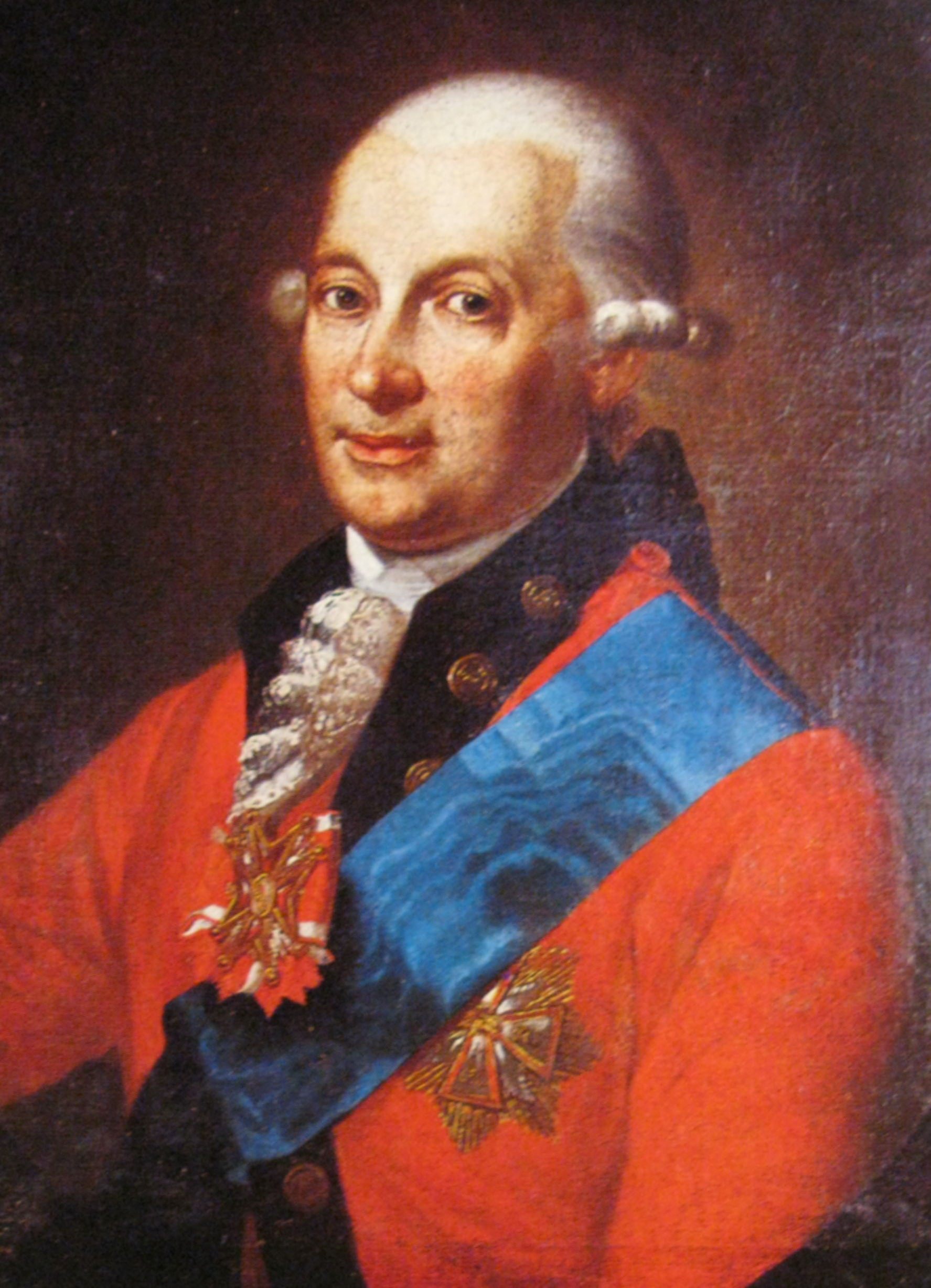
Bazyli Walicki

Wojewodowie rawscy przed rokiem 1454.
- Prandota I h. Rawicz, ok. 1140
- Prandota II h. Rawicz, ok. 1230
- Prandota III h. Rawicz, ok. 1260
- Dobiesław z Szczawina, ok. 1335
- Jan Grot z Słupce, XIV wiek
- Prandota IV h. Rawicz, ok. 1394

Wojewodowie województwa rawskiego I Rzeczypospolitej.
- Mikołaj z Kutna 1465–1467
- Jan Grot z Nowego Miasta 1468–1489
- Andrzej Szczubioł 1489–1493
- Jakub Buczacki 1493–1496
- Andrzej Kucieński 1496–1504
- Piotr Prędota Trzciński z Trzciany 1504–1518
- Jakub Gostomski 1518–1519
- Andrzej Kucieński 1519–1529
- Stanisław Kucieński 1529–1542
- Andrzej Sierpski 1542–1572
- Anzelm Gostomski 1572–1588
- Stanisław Gostomski 1588–1598
- Wojciech Wilkanowski po wrześniu 1595 roku
- Piotr Myszkowski 1597–1601
- Zygmunt Grudziński 1601–1618
- Stanisław Radziejowski 1618–1627
- Filip Wołucki 1627–1642
- Krzysztof Marcin Sułowski 1642–1644
- Andrzej Grudziński 1644–1650
- Łukasz Opaliński 1653–1654
- Aleksander Koryciński 1656–1659
- Jan Albrycht Lipski 1664–1675
- Hieronim Olszowski 1675–1677
- Aleksander Załuski 1677–1693
- Aleksander Józef Załuski 1693–1720
- Andrzej Głębocki 1720–1735
- Stanisław Wincenty Jabłonowski 1735–1754[2]
- Stanisław Antoni Świdziński 1754–1757
- Kazimierz Granowski 1757–1774
- Bazyli Walicki 1774–1789